# ポピー (玩具メーカー)
株式会社ポピーは、かつて存在したバンダイナムコグループの玩具メーカーである。
全日本家庭教育研究会の関連会社で教材集「ポピー」を発売する同名会社とは人材・資本とも一切の関連を持っていない。
バンダイと合併し現在のブランドトイ企画部となった旧ポピーと新正工業（シンセイ）、ユタカを経てポピーとなった新ポピーについてここで記述する。

## 旧ポピー
1971年、バンダイグループで駄菓子屋などの一般の玩具流通以外で売られる玩具「雑玩」を販売する会社として発足。同社の設立メンバーである杉浦幸昌（バンダイ元会長）によると雑玩「カチカチクラッカー」のヒットがきっかけで設立された。その後、児童向けのテレビ番組と連動したキャラクター玩具類（当時の言葉ではマスコミ玩具）を製造・販売するための会社になる。
社長こそバンダイ本社と同じ山科直治（バンダイ創業者・元会長）だったが、実質的には専務の森と常務の杉浦に業務を任されていた。山科誠によると、行き詰まりを見せるバンダイで山科直治と度々議論になった結果、杉浦と森がバンダイを出ていった。
発足の際に山科直治から出された条件は「バンダイと同じ分野の商品は作るな」「バンダイと同じ売り先は駄目」「バンダイと同じ工場は駄目」の三つで商品開発でも販路でも生産でも新規開拓を要求された。さらに「赤字は1ヶ月だって許さない」という厳しさで、手間のかからないぬいぐるみなどを売って何とかクリアしていた。

杉浦が長男にタカトクトイスの仮面ライダー変身ベルトを買い与えた際、劇中のように回って光らないことに長男が不満を持った。そこで知り合いの工場の人に頼んでタカトクのベルトを改造し、回って光るようになったベルトを長男が近所で遊び回り、大きな評判を呼ぶ。杉浦は「これは売れるんじゃないか」と判断し、商品化を企画。今日のキャラクター商品は品目別に許諾するのが一般的だが、当時は価格帯別が一般的であり、東映も価格帯別に商品化を許諾していた。そのため、タカトクの500円の変身ベルトより高額な1,500円の変身ベルトとなる。杉浦は1,500円の付加価値としては回って光るだけでは不十分と判断し、水野プロによる劇中よりも派手なデザインに変更。この変身ベルトが大ヒットしバージョン違いを含め380万個を売る。ポピーはこれ以降他社より高額高付加価値のキャラクター玩具を主力とするようになる。なお原作者の石ノ森章太郎はポピーの変身ベルトを「こんな高いのが売れるのかなぁ」と考えていた。
また、イギリスの特撮作品『キャプテンスカーレット』の失敗によりキャラクター玩具には懲りていた山科直治の「あんなリスクの高いものを本社でやるとおかしくなるから子会社でやれ」という判断もあって、ポピーはキャラクター玩具専業の会社となる。ただしポピー設立以前からバンダイが強かった水物や模型などのキャラクター商品は本社が扱った。また、この過程で販路はバンダイに依存するようになり、雑玩からは遠のく。
1974年にアニメ『マジンガーZ』のキャラクターフィギュアをダイカスト技術を駆使して製造し発売。当初の商品名は「ダイカスト マジンガーZ」の予定だったが杉浦の発案で「超合金」の名前が付けられ、パッケージの「ダイカスト」の上に「超合金」のシールが貼られて「超合金マジンガーZ」として発売された。これが大人気を博し、一躍脚光を浴び、以後、超合金ブランドでアニメ・特撮作品のキャラクターフィギュアが続々と発売された。
初年度の1972年2月期には12億5,000万円だった売上は、1976年2月期には146億円を突破、親会社のバンダイのみならず、トミーをも抜き、わずか5年で玩具業界トップに立つ。
1974年より「ポピーちゃん」という女児向けのキャラクターを手がけていたが、1976年、男児向けキャラクターが飽和状態に達したことから『キャンディ・キャンディ』を切り口に女児向けキャラクター玩具へ本格進出。『キャンディ・キャンディ』は大ヒットし、翌年はスーパーカーに客を奪われた男児キャラクターの不振を補った。
その一方で、やはり1976年放送開始の『超電磁ロボ コン・バトラーV』に企画・デザイン段階から参加し、アニメ本編と同様に合体できる玩具を販売した。この手法は他のスーパーロボット・アニメだけでなく、スーパー戦隊シリーズでも引き継がれている。
1981年にアニメ『タイガーマスク二世』から現実のプロレス界に派生した新日本プロレスのタイガーマスクのマスクやコスチュームを、初期のみ作成した。
1983年に株式上場を目的としたバンダイグループの再編に伴いバンダイ本社に吸収合併され、同社のポピー事業部に再編された。なお合併直前の1982年度2月期は模型が本社扱いだったことから、ガンプラの大ヒットによりバンダイ本社の売上がポピーを抜き返している。
1977年頃からサブブランド、「ビクトラー」、「あんそにい」を設立。ビクトラーは吸収合併後も1985年頃までバンダイの低価格帯玩具ブランドとして継続していた。
この当時のテレビ番組提供スポンサーとしての提供クレジット読みには2種類があり、戦隊ものなど男児向けのものは「お子様に夢と勇気をと願うポピー」、少女漫画など女児向けには「小さな心にロマンと夢をと願うポピー」というアナウンスがなされた。合併年の1983年に放送された「科学戦隊ダイナマン」の玩具CMはポピーとBANDAIのダブルネームであったが翌年放送された「超電子バイオマン」はBANDAIのみとなっている。

## 旧ポピー合併後のバンダイ
合併後、バンダイ本社のキャラクター玩具ではない普通の玩具である「純玩具」派との対立もあったものの、ポピーのキャラクター玩具派が主流になり、バンダイはキャラクター路線で統一された。
ポピーが扱っていた女児キャラクターはレミー事業部が扱うことになり、ポピー事業部は男児キャラクターのみを扱うことになった。さらに1986年のバンダイの東証2部上場を機に事業部制を廃止。開発・海外営業・国内営業・管理・生産の5本部制になりポピー事業部は解体、開発本部第1部に継承される。
後に事業部制が復活し玩具第1事業部、キャラクタートイ事業部などを経て、現在のボーイズトイ事業部に継承。前述のように女児キャラクターを扱わなくなり、男児向けの純玩具を扱うようになるなど、純粋にポピーを継承しているわけではなかったが、2019年7月の組織改変で男女の区別なくキャラクター玩具を扱うブランドデザイン部、2022年2月にブランドトイ事業部に再編され、2024年4月に現在のトイ事業部に再編された。
ポピーの親会社に頼らない「独立自営」の精神は、今日のバンダイグループ各社にも受け継がれている。

## 新ポピー
2003年、「新正工業」を源流とするバンダイの子会社「ユタカ」がバンダイホビー事業部のガレージキット部門B-CLUBと併合し、商号を「ポピー」に変更。バンダイミュージアムの運営なども行っていた。2007年、バンダイナムコグループの事業再編に伴い、プレックスを存続会社として合併した。

## 沿革
- 1949年 - 玩具メーカー「新正工業株式会社」を設立。
- 1971年7月 - 「株式会社バンダイ」の子会社として「株式会社ポピー」を設立。
- 1983年3月 - 「ポピー」を「バンダイ」が吸収合併。「株式会社バンダイ ポピー事業部」となる。
- 1987年1月 - 「バンダイ」と「新正工業」が業務提携。
- 1990年1月 - 大阪の玩具メーカー「ユタカ」と「新正工業」が合併。「株式会社ユタカ」に商号変更。
- 2003年3月1日[4] - 「ユタカ」が「株式会社ポピー」に商号変更。なお、バンダイ公式サイトの会社沿革には、4月と誤植されている。
- 2007年3月1日 - 「株式会社プレックス」を存続会社としてポピーと合併。

## 玩具化作品
合併後も続いたシリーズは、バンダイが継承している。

### 旧ポピー
- 仮面ライダーシリーズ
- スーパー戦隊シリーズ
- 長浜ロマンロボシリーズ
- マジンガーZ
- 超人バロム・1
- 人造人間キカイダー
- イナズマン
- ゼロテスター
- ザ・カゲスター
- ロボット110番
- ジェッターマルス
- ファイヤーマン
- 鉄人タイガーセブン
- キューティーハニー
- グレートマジンガー
- マッハバロン
- ゲッターロボ
- ロボット刑事
- ウルトラマンタロウ
- サンダーバード
- 宇宙戦艦ヤマト
- 勇者ライディーン
- ゲッターロボG
- UFOロボ グレンダイザー
- 大空魔竜ガイキング
- 宇宙鉄人キョーダイン
- トラック野郎
- ポールのミラクル大作戦
- 惑星ロボ ダンガードA
- SF西遊記スタージンガー
- 未来ロボ ダルタニアス
- 宇宙大帝ゴッドシグマ
- 百獣王ゴライオン
- 機甲艦隊ダイラガーXV
- 光速電神アルベガス
- ビデオ戦士レザリオン
- がんばれ!!ロボコン
- 大鉄人17
- キャンディ・キャンディ
- 若草のシャルロット
- はいからさんが通る
- 花の子ルンルン
- 魔法少女ララベル
- ハロー!サンディベル
- おはよう!スパンク
- あさりちゃん
- 魔法のプリンセス ミンキーモモ
- 家族ロビンソン漂流記 ふしぎな島のフローネ
- 南の虹のルーシー
- うる星やつら
- 激走!ルーベンカイザー
- アローエンブレム グランプリの鷹
- 宇宙からのメッセージ
- スパイダーマン
- 科学忍者隊ガッチャマンII
- 科学忍者隊ガッチャマンF
- キャプテン・フューチャー
- ザ☆ウルトラマン
- ウルトラマン80
- ドラえもん
- 闘士ゴーディアン
- 黄金戦士ゴールドライタン
- 太陽の使者 鉄人28号
- とんでも戦士ムテキング
- 怪物くん
- Dr.スランプ アラレちゃん
- タイガーマスク二世
- 宇宙伝説ユリシーズ31
- 六神合体ゴッドマーズ
- ロボット8ちゃん
- 宇宙刑事シリーズ
- パーマン
- バッテンロボ丸
- 5年3組魔法組
- スペース1999
- 赤いペガサス
- スターウルフ
- 少年探偵団 (BD7)
- ルパン三世
- スペースコブラ
- わが青春のアルカディア
- 新みつばちマーヤの冒険
- 一発貫太くん
- 銀河鉄道999

### ユタカ・新ポピー
- アイドル天使ようこそようこ
- ゲッターロボ號
- 魔法のプリンセス ミンキーモモ（海モモ）
- クレヨンしんちゃん
- 夢のクレヨン王国

## ゲーム・玩具

### ポピー（合併前）
キャラクター玩具
- ジャンボマシンダー
- ポピニカシリーズ - キャラクター関連のミニカー。
- ビクトラーシリーズ
- スタートレインシリーズ
- くるくるてれび
- くるくるびでお
- テレビゲーム - 1974年頃発売のすごろく系ボードゲームシリーズ。プレイヤーは4人まで。
  - マジンガー完成ゲーム - あらかじめマジンガーZかグレートマジンガー（双方とも2種）のどちらかを決め、ゲーム中の指示に従いパーツ（ジグソーパズル）を出し入れしながら、Zやグレートを完成させる。進行のコマは操縦ユニットメカ（Zはジェットパイルダー、グレートはブレーンコンドル）。
  - ゲッターロボ 合体せよ!1・2・3 ドッキング
  - 5人のライダー大決戦 - 1号からXライダーまでの5大ライダーが登場。

少女向け玩具
- スター人形 ポピーちゃん - 1974年から1976年まで発売された、少女向けキャラクター人形。人気歌手とタイアップし、ステージ衣装などを封入。タイアップした歌手はアグネス・チャン・天地真理・桜田淳子・リンリン・ランラン・ザ・リリーズ・岡田奈々・林寛子・山本由香利（ゆか里）などといったアイドルが大半だが、演歌歌手のテレサ・テンとタイアップした事もある。原則として1品につき1体が売られたが、デュエット歌手は2体でワンセット発売された。
  - ポピーちゃんのおともだち - 「ポピーちゃん」の姉妹品。こちらはアニメ・特撮のキャラクターで、『がんばれ!!ロボコン』のロビンちゃんや、『ラ・セーヌの星』のラ・セーヌの星が発売された。
  - 歌のステージ - 手提げバッグ型で、開いてマイクスタンドパーツをステージに立て、バックのセンター部に階段パーツを着けて、ステージ上にポピーちゃんを乗せて歌謡ショーをイメージしたセットが完成。
  - 歌のシャトー - 「ステージ」に続いて発売。「うたうステージ」・「おしゃれルーム」（鏡台付の部屋）・「なかよしフロアー」（ベッドルーム）からなる。

なお「ポピーちゃん」は、講談社の月刊少女雑誌『なかよし』に宣伝的漫画を掲載した事があり、最初は「原作：名木田恵子、作画：原ちえこ」名義の『うたえ!ポピーちゃん』を1974年10月号から1975年9月号まで連載、続いて「原作：加津綾子(名木田恵子)、作画：峡塚のん」名義の『あいLOVEポピーちゃん』を1975年10月号から1976年9月号まで連載、いずれも劇中に実在の芸能人（主に玩具化された歌手）が登場、『あいLOVE』には西城秀樹・ずうとるび・せんだみつおといった玩具化されていない芸能人も登場した。漫画は『あいLOVE』だけが講談社から単行本化された。

電子ゲーム・電子玩具
旧ポピー末期→バンダイポピー事業部時代に発売。
- ANIMESTシリーズ（LCDゲーム）
- デチョンパ - ブレスレット型電子玩具。
- デジロボトキマ - 腕時計型電子ロボット。ウガンダ・トラがCM出演していた。

### ユタカ（合併前）
TVゲーム
開発元：ユタカ、販売元：バンダイ
- SDガンダムワールド ガチャポン戦士 スクランブルウォーズ（FCD、1987年11月20日）
- SDガンダムワールド ガチャポン戦士 スクランブルウォーズ マップコレクション（FCD、1989年3月3日）

### 新正工業（シンセイ）
バンダイの協力でTVゲームの販売を開始。以前は、玩具（ミニカー、ラジコンカーなど）・電子ゲームなどを製造・販売。
玩具
- JET MACHINE（ジェットマシーン）シリーズ - ダイカスト製の自走式ミニカー。1970年代のスーパーカーブーム時に新正工業が東京12チャンネル「対決!スーパーカークイズ」のスポンサーを務めた際にTV CMが流された。
- JET MACHINE MINIシリーズ - JET MACHINEシリーズよりも小さいサイズのミニカー。
- MINI POWERシリーズ - 作業車シリーズのミニカー。
- Radio Elecon（ラジオエレコン）シリーズ - ダイカスト製の1/16・1/24モデル・4WDタイプの充電式ラジコンカー
- くるくるてれび - 1980年代の再販時に旧ポピーから移管。

電子ゲーム
- ELEC GAMEシリーズ - 当時、人気があったインベーダーゲームをモチーフにした電子ゲームが多い。
  - ドレミファタッチ
  - ヒットスクランブル
  - ワープインベーダー
  - 与作とドン平
  - ゲキメツインベーダー
  - ポンカード5

TVゲーム
ファミリーコンピュータ（ファミコン・FC）用タイトル。発売元：シンセイ、販売元：バンダイ。開発はGB用タイトルも含めていずれも外注。
- 聖闘士星矢 黄金伝説完結編（1988年5月30日）
- 闘将!!拉麵男 炸裂超人一〇二芸（1988年8月10日）
- SDガンダムワールド ガチャポン戦士2 カプセル戦記（1989年3月3日）
- 美味しんぼ 究極のメニュー三本勝負（1989年7月25日）
- おそ松くん バック・トゥ・ザ・ミーの出っ歯の巻（1989年12月8日）

ゲームボーイ（GB）用タイトル。ファミコン用タイトルと異なり、販売元もシンセイであり、以下のタイトルが唯一の自社販売作品だった。
- マスターカラテカ（1989年12月28日） - オリジナル：Brøderbund

### ユタカ（合併後）
電子ゲーム
- Vcom（ブイコン） - ジャンケン方式のキャラクター対戦ゲーム。対戦エネルギー3000シリーズ（人形タイプ）と5000シリーズ（カセットタイプ）がある。

人形タイプは、本体の上部にセット、カセットタイプは、差込口にセットし、対戦プレイをする。
人形タイプ：仮面ライダー1号、仮面ライダーV3、ウルトラマン、ウルトラセブン、武者頑駄無　衛府弓銃壱、灼騎士ガンダムF91など全12種類。
カセットタイプ：ガンダムF91、ガンダムRX-78、仮面ライダー1号、仮面ライダーブラックRX、ウルトラマン、ウルトラセブンの全6種類。
TVゲーム
販売元：ユタカ、バンダイを「※」印で表記。それ以外は、販売元：ユタカ
- ※ウルトラマン倶楽部2 帰ってきたウルトラマン倶楽部（FC、1990年4月7日）
- 魁!!男塾 冥凰島決戦（GB、1990年8月4日）
- PATLABOR 狙われた街1990（GB、1990年8月25日）
- ラストハルマゲドン（FC、1990年11月10日）
- ※SDガンダムワールド ガチャポン戦士3 英雄戦記（FC、1990年12月22日）
- からくり剣豪伝ムサシロード（GB、1991年4月27日）
- からくり剣豪伝ムサシロード〜からくり人疾走る〜（FC、1991年10月5日）
- きんぎょ注意報! わぴこのわくわくスタンブラリー（GB、1991年12月14日）
- ※SDガンダムワールド ガチャポン戦士4 ニュータイプストーリー（FC、1991年12月21日）
- ※ウルトラマン倶楽部3 またまた出撃! ウルトラ兄弟（FC、1991年12月29日）
- ひょっこりひょうたん島 なぞのかいぞくせん（FC、1992年4月25日）
- 3×3 EYES 聖魔降臨伝（SFC、1992年7月28日）
- 魔法のプリンセス ミンキーモモ リメンバードリーム（FC、1992年7月29日）
- キン肉マン DIRTY CHALLENGER（SFC、1992年8月21日）
- キン肉マン ザ☆ドリームマッチ（GB、1992年9月12日）
- ※ スーパーガチャポンワールド SDガンダムX（SFC、1992年9月18日）
- スーパービックリマン 伝説の石板（GB、1992年12月11日）
- ※ SDガンダム外伝2 円卓の騎士（SFC、1992年12月18日）
- ※ SDガンダムワールド ガチャポン戦士5 BATTLE OF UNIVERSAL CENTURY（FC、1992年12月21日）
- 宇宙の騎士テッカマンブレード（GB、1992年12月18日）
- うしおととら（SFC、1993年1月25日）
- 龍騎兵団ダンザルブ（SFC、1993年4月23日）
- 仮面ライダーSD 出撃!!ライダーマシン（SFC、1993年7月9日）
- うしおととら（FC、1993年7月9日）
- 仮面ライダーSD 走れ!マイティライダーズ（GB、1993年8月20日）
- 課長 島 耕作（SFC、1993年9月17日）
- なかよしといっしょ(FC、1993年12月10日)
- ※ TVチャンピオン（GB、1994年10月28日）
- DEAR BOYS（SFC、1994年10月28日）
- 真・聖刻（SFC、1995年4月21日）
- ウルトラリーグ（SFC、1995年7月28日）
- すぱぽーん（SFC、1995年10月6日）
- しりあがり寿・超協力 ロゴスパニック ごあいさつ（SFC、1995年11月17日）
- NEWヤッターマン 難題かんだいヤジロベエ（SFC、1996年3月22日）
- すぱぽーんDX（SFC、1996年5月31日）
- 恐怖新聞（PS、1997年1月24日）
- ProofClub(プルーフクラブ)（PS、1997年7月17日）
- 〜聖刻1092〜操兵伝（PS、1997年11月6日）
- 〜聖刻1092〜操兵伝 限定BOX（PS、1997年11月6日）- 仮面同梱版